# کشپی
کشپی (به اسپانیایی: Kashpi) یک کوه در پرو است که در Peru, Lima Region, Junín Region واقع شده‌است. کشپی ۵٬۲۰۰ متر بالاتر از سطح دریا واقع شده‌است.